# 3303 Merta
3303 Merta è un asteroide della fascia principale. Scoperto nel 1967, presenta un'orbita caratterizzata da un semiasse maggiore pari a 2,8979405 UA e da un'eccentricità di 0,0707336, inclinata di 2,76549° rispetto all'eclittica.